# 銀座三河屋
株式会社銀座三河屋（ぎんざみかわや）は、東京都中央区銀座にある食品の卸小売をおこなう企業（株式会社）である。「銀座みかわや」とは関係がない。

## 概要
元禄年間（1688年 - 1704年）に初代が三河国より汐留（現・港区東新橋）へ移住し、酒商として創業。その後は油屋に、さらに江戸時代後期には日本古来よりの手芸品や絽刺を諸国大名へ納める御用商人に業態転換。また明治時代初期には打紐・組紐・糸類等を取扱う糸屋としても営業した。
屋号にも含まれる銀座への移転は1867年（慶応3年）に出雲町（現・銀座8丁目 三菱UFJ銀行銀座通支店付近一帯）へ実施。銀座エリア内で数度の移転を経て、2015年現在の業務内容は「江戸の食と風情を今日に伝える」を社是に江戸時代の調味料であった煎酒を主力商品にめんつゆや酒の復刻版、さらに各種食材や江戸時代の料理レシピなどの書籍類の扱いも含む食品の卸小売である。

## 沿革
※本項では銀座移転後について解説を行う。
- 1872年（明治5年） - 銀座大火により店舗消失。
- 1873年（明治6年） - 明治政府が銀座1丁目より8丁目まで赤煉瓦建てを建造。銀座8丁目8番3号[1]に移転し営業再開。
- 1877年（明治10年） - 糸・組み紐の卸問屋業務を開始。組み紐での帯締めや羽織紐の創意工夫をして製造にも着手し、今日の帯締め等の基礎をつくる。
- 1912年（大正元年） - 大日本帝国海軍にロープ・ハンモックを納入する御用商人となり。神奈川県横須賀市に出張所を開設する。
- 1923年（大正12年） - 9月1日に発生した関東大震災により類焼。10月末には再建に着手し12月に営業再開。
- 1933年（昭和8年） - 髙島屋大阪店に完成した名店街に専門店として出店する。続いて阪急百貨店大阪うめだ本店・岩田屋（福岡県福岡市）に出店。さらに京都府京都市・大阪府大阪市・兵庫県神戸市の同業専門店へ商品を卸すことになり大阪出張所を開設。
- 1941年（昭和16年） - 太平洋戦争による企業整備のため営業を一時中断。
- 1947年（昭和22年） - 株式会社三河屋に改組。和装製品および婦人服地の取扱いを開始。
- 1960年（昭和35年） - 東京駅名店街（現・東京駅一番街）を皮切りに和装製品全般・婦人服飾・宝飾・アクセサリーの営業販売を行う。
- 1961年（昭和36年） - 資生堂との共同建築により新ビル「資生堂会館」の建設に着手。翌1962年竣工[2]。
- 1990年（平成2年） - 金春通り沿いの現在地に本社機能も含め移転し、和装小物の店「銀座三河屋」として営業開始。
- 2003年（平成15年） - 江戸の食（スローフード）「銀座三河屋」へ業務形態を変更。